# 聯合阿拉伯名單
聯合阿拉伯名單（希伯來語：רשימה ערבית מאוחדת；阿拉伯語：القائمة العربية الموحدة），简称拉阿姆，是一個由阿拉伯裔以色列人建立的政黨。其支持在加薩走廊、約旦河西岸地區建立一個巴勒斯坦國，並以東耶路撒冷為首都，並爭取以籍阿拉伯人的平等權。